# Église du Palais Catherine
L'église du Palais Catherine ou chapelle du Palais Catherine ou église de la Résurrection du Christ du Palais Catherine (en russe : Церковь Екатерининского дворца) est une chapelle palatine orthodoxe au Palais Catherine dans la ville de Pouchkine. Elle est rattachée à la cathédrale de Sophia, dans l'éparchie de Saint-Pétersbourg, de l'Église orthodoxe russe.

## Histoire

### Chapelle palatine
Après le transfert de la métairie de l'impératrice Catherine Ire vers son palais de la ville de Tsarskoie Selo (Pouchkine), une chapelle palatine y est créée et des membres du clergé y sont attachés à partir du 23 mars 1713. C'est la première chapelle du palais de Tsarskoïe Selo. Elle possédait une iconostase aux tons bleus et dorés, dont les icônes étaient peintes sur des toiles et aussi un trône recouvert d'un toit en bois et de représentations symboliques des quatre évangélistes.
Plus tard, plusieurs églises sont construites à Pouchkine et les services religieux de la chapelle y sont transférés : à l'église Notre-Dame-du-Signe d'abord, puis en 1817 à l'église de Saint-Pantéleïmon-martyr et, en 1872, à l'église de la Naissance de la Vierge Marie.
Transférée en 1930 au musée du Palais Catherine, l'iconostase de la chapelle disparaît à l'époque de l'occupation de la ville par les Allemands et les volontaires espagnols franquistes durant le siège de Leningrad. Le trône avait déjà disparu avant cela.

### Autres lieux de prière liés au palais
Dans l'aile droite du palais, au rez-de-chaussée, dans les années 1740, l'impératrice Élisabeth Petrovna a fait consacrer un oratoire. Mais il est abandonné en 1761.
En août 1796, Catherine II ordonne de construire une chapelle privée entre le palais et le quartier des bains froids du Parc Catherine. La chapelle est construite en 1797, mais la finition n'est réalisée que sous Paul Ier par l'architecte Piotr Neelov. Plus tard, sur ordre d'Alexandre Ier, la chapelle inachevée est rasée et des arbres sont plantés à son emplacement.

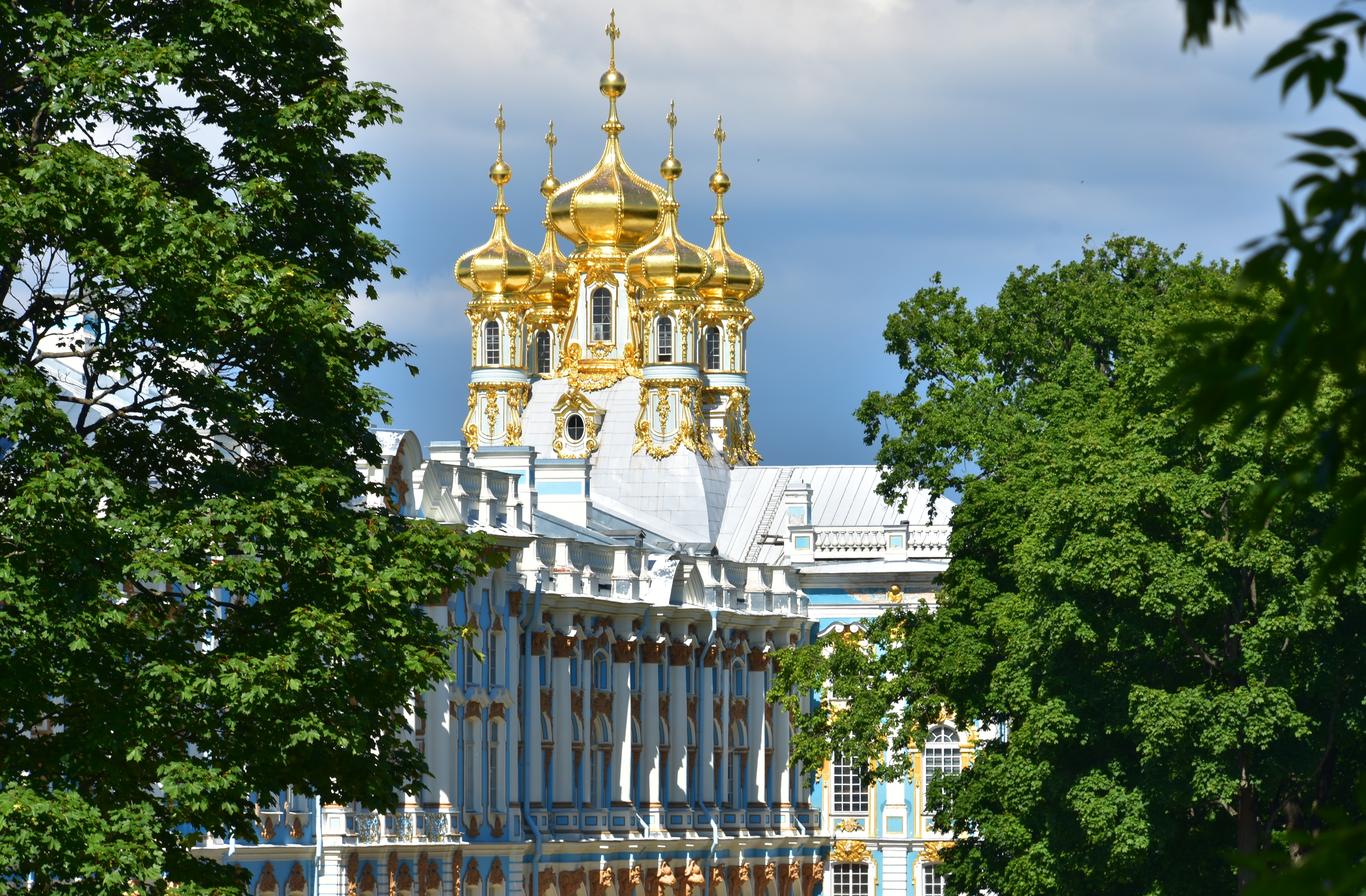
Palais Catherine, 18e s.

### Église actuelle
Le projet de reconstruction du grand palais de Catherine au milieu du XVIIIe siècle prévoyait la construction d'une église palatine séparée, mais il n'a pas été réalisé de cette manière et l'église est intégrée dans l'aile elle-même. L'architecte Savva Tchevakinski est l'auteur du projet.
Au printemps 1746, les travaux ont commencé. Le 19 août 1746, en présence de l'impératrice Élisabeth Petrovna, du grand-duc Pierre III et de son épouse Catherine II, a lieu la pose de la première pierre, à laquelle assiste l'archevêque de Saint-Pétersbourg et de Chlisselbourgski Théodose Ianovski. La consécration de l'église palatine a lieu le 10 août 1756, sous la direction de l'archevêque Sylvestre (Kouliabka) en présence de l'impératrice. La fin de la consécration est marquée par 51 coups de canons.
Le 24 mai 1820, un incendie se déclare et une grande partie de l'église est détruite. La reconstruction est menée sous la direction de l'architecte Vassili Stassov. L'église restaurée est consacrée le 14 avril 1822 par l'archevêque de Tver et Kachinski, Johan Pavinski, en présence d'Alexandre Ier.

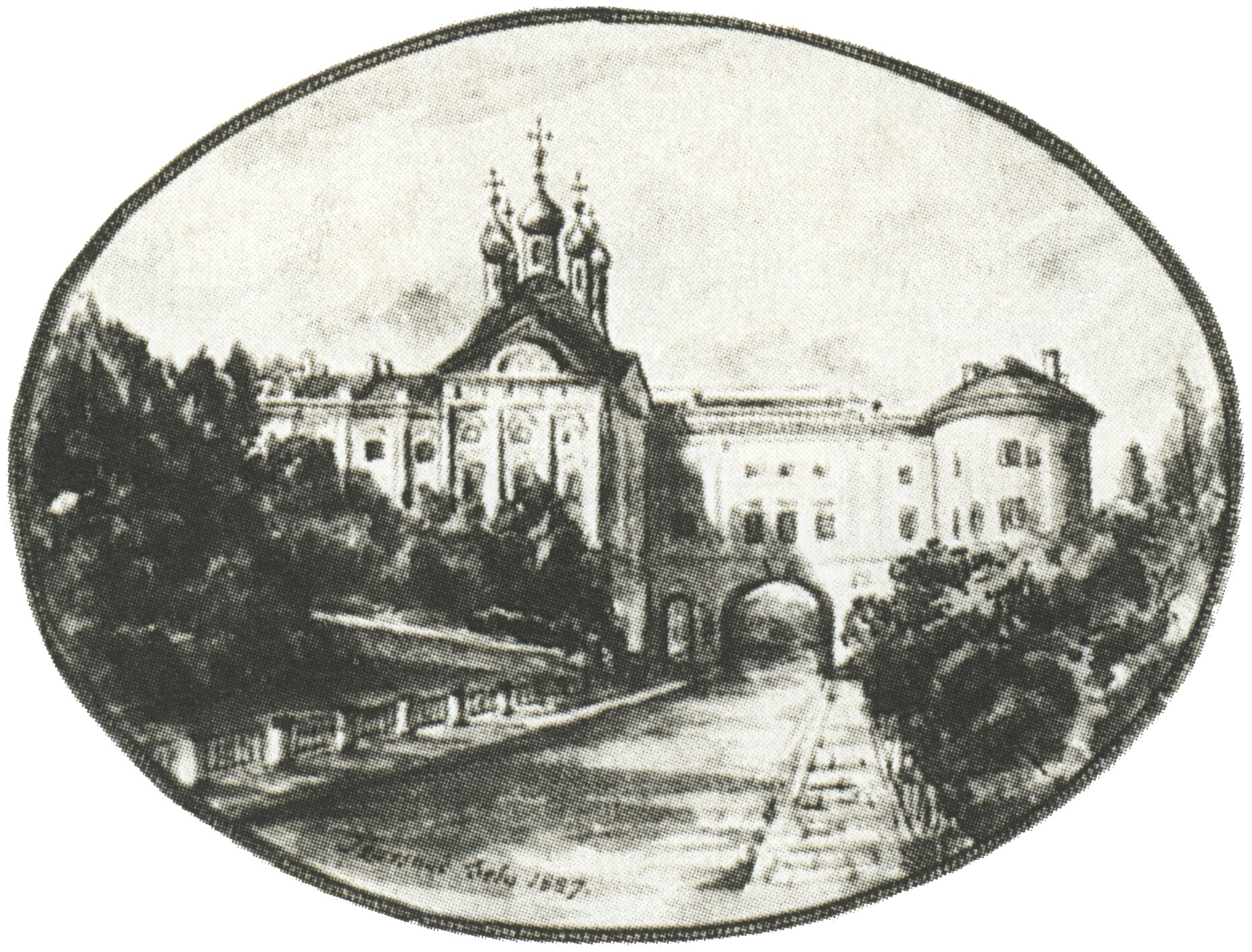
Aile de l'église palatine. Vue depuis la rue Sadovaïa. Gravure des années 1820

Plus tard, le 31 octobre 1845, l'église Notre-Dame-du-Signe de la ville de Tsarskoïe Selo est placée sous l'autorité de la souveraine comme filiale de l'église palatine de la Résurrection. Elle prend alors la dénomination de Grande église de la Cour de Tsarskoïe Selo. Les services du culte sont rares à l'église palatine : baptêmes, mariages et services funèbres pour les membres de la famille impériale, mais encore des services religieux le jeudi saint jusqu'à Pâques. Les autres services ont lieu à Tsarskoïe Selo à l'église Notre-Dame-du-Signe.
Le 28 juin 1863, l'église est de nouveau endommagée lors d'un autre incendie, mais les objets liturgiques et les icônes sont sauvés. L'architecte Alexandre Vidov (1829-1896) veille à restaurer les lieux dans un style baroque élisabéthain. Le 8 novembre 1864, la chapelle palatine est à nouveau consacrée.
Les services religieux ont cessé à la révolution de 1917, bien qu'officiellement le lieu de culte ne soit officiellement fermé que le 22 mai 1922. La chapelle est alors utilisée comme espace de musée par les soviétiques. Durant l'occupation de la ville de Pouchkine par les Allemands et les volontaires espagnols franquistes de la division bleue, lors du siège de Leningrad, durant la Grande guerre patriotique, l'église palatine est transformée en garage. Les décorations intérieures sont pillées. Le toit est percé et les dômes percés de balles.
Une restauration du palais débute en 1957, et durant celle-ci un entrepôt est créé dans l'église pour y conserver des parties de décorations et des pièces architecturales. En 1963, les dômes sont restaurés mais pas encore l'intérieur de l'église. L'été 2015, un appel d'offres a été lancé par les autorités pour la restauration de l'intérieur.

## Architecture, décoration et aménagement
La façade de l'église palatine qui fait face à la rue Sadovaïa est due à l'architecte Bartolomeo Rastrelli, qui utilise des colonnades de deux types: lourdes au rez-de-chaussée et au premier étage et plus légères au deuxième et troisième étage. Le bâtiment conserve le style laïc dans son allure générale mais dans la décoration les figures d'anges et de chérubins sont plus proches symboliquement de la finalité d'église qui lui est réservée.
L'aile nord de l'église palatine est couronnée de cinq dômes dorés. Initialement un seul dôme état prévu, mais le 25 octobre 1746 l'impératrice Elisabeth Petrovna décida de ne pas réaliser un seul dôme au dessus de l'église mais cinq petit. Le projet a donc été modifié en ce sens.
Les locaux de l'église sont divisés en quatre parties: l'autel, la nef, le cœur et des places sous le cœur. Le cœur est les emplacements sous le cœur sont séparés de l'église par une iconostase parallèle au mur qui comprend trois travées en dessous et trois travées au dessus. On peut accéder au cœur par les portes qui communiquent d'une part avec le reste du palais (c'est l'entrée de l'empereur et de la cour), et d'autre part avec le Lycée de Tsarskoïe Selo (par un corridor).

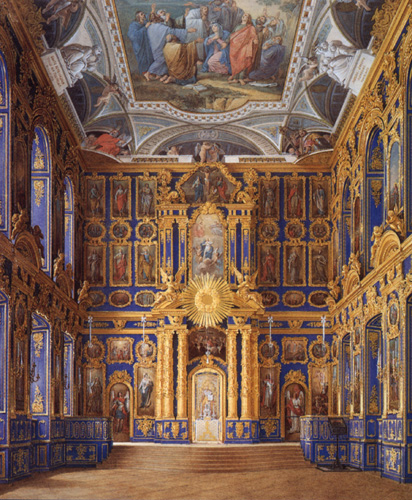
intérieur de l'église palatine. Dessin des années 1850

### Avant l'incendie de 1820
Les murs sont peints de couleur bleu azur à la demande d'Élisabeth Petrovna en 1749.
114 icônes sont peintes puis insérées dans des niches, encadrées d'or. C'est Élisabeth Petrovna qui les a fait exécuter par des peintres les plus talentueux, parmi lesquels Ivan Argounov.
Les restaurations nécessitées par les dégâts provoqués par l'incendie de 1820 ont été réparés par Alexeï Egorov, Andreï Ivanov (peintre) et Ivan Toupylev.
L'iconostase comprend huit registres et 45 images, décorées de colonnes et pilastres, conçues par Bartolomeo Rastrelli et réalisées par l'artel de Johan Dunker. Les icônes de la grande iconostase ont été réalisées par des maîtres allemands : Georges Groot, Georges Plenner et d'autres encore.
La plafond, réalisé en plusieurs années, est commencé en 1749 par Giuseppe Valeriani. Détruit par l'incendie il est reconstitué sur base des souvenirs du peintre Vassili Chebouïev. L'autel était surmonté d'un plafond Gloire au Saint-Esprit, peint en 1822 par D. Antonelli et après l'incendie par Andrei Belloli en 1863. Le plafond du cœur a pour sujet : la foi, la charité et l'espérance ainsi que Sophia. Il a été entrepris en 1823 par Otto Ignatsious et terminé par Gustave Hippius.

### Aujourd'hui
En 2010, la restauration de la décoration architecturale et ornementale de l'église a été réalisée une nouvelle fois. Il ne reste plus actuellement que 3 icônes. Les peintures des archanges Michel et Gabriel ont été restaurées.

## Lieux sacrés, reliques
Les objets liturgiques les plus précieux étaient:
- un calice de huit kilos en or pur, décoré en style rocaille, don de l'impératrice Elisabeth Petrovna[5] ;
- La croix en argent de 1703 avec ses 39 reliques ;
- Objets liturgiques, donnés par Catherine II à la Cathédrale de Sophia de la ville de Pouchkine et transférés dans l'église palatine en 1812.
- On trouve aussi dans l'église palatine des uniformes d'Alexandre Ier et de Nicolas Ier.